# Antoni Potkański
Antoni Potkański herbu Brochwicz (zm. w lutym 1782 roku) – podkomorzy sandomierski w 1762 roku, chorąży stężycki w latach 1755–1762, porucznik chorągwi pancernej kasztelana przemyskiego Morskiego w Pułku Najjaśniejszego Króla w 1760 roku.
Był synem Jana Potkańskiego łowczego sandomierskiego bratem Józefa, biskupa i jezuity Franciszka oraz zakonnika z zakonu pijarów Florentego Jana. W 1733 był podczaszym urzędowskim i podpisał akt elekcji Stanisława Leszczyńskiego z województwem sandomierskim. Zapewne w r. 1755 został chorążym stężyckim. Był posłem województwa sandomierskiego na sejm 1760 roku. W 1764 roku był elektorem  Stanisława Augusta Poniatowskiego z województwa sandomierskiego. 15 maja 1774 otrzymał Order Świętego Stanisława był deputatem na Trybunał Koronny. Z ramienia sejmu 1773–1775 był członkiem 7 komisji do rozsądzenia spornych spraw majątkowych. Poseł na sejm 1778 roku z województwa sandomierskiego. Powołany został w skład komisji do skontrolowania prac Komisji Edukacji Narodowej. Był właścicielem Blizina i Potworowa.
Żonaty z Ludwiką Rostworowską podkomorzanką sandomierską miał czterech synów: Jacka rotmistrza kawalerii, Franciszka porucznika kawalerii, Wincentego (1777–1812), pułkownika wojsk napoleońskich i Stanisława (zm. 1793), kanonika krakowskiego oraz trzy córki: Anielę, Mariannę i Barbarę.